# Abschuss einer Ju 52 am 20. April 1945
Beim Abschuss einer Ju 52 am 20. April 1945 der Deutschen Lufthansa, eine der letzten Verkehrsmaschinen, die vom Flugplatz Berlin-Tempelhof während des Zweiten Weltkrieges gestartet war, starben fünfzehn Passagiere und drei Besatzungsmitglieder. Es gab zwei Überlebende, von denen einer sich am 24. April 1945 töten ließ.

## Vor dem Start
Am 20. April 1945 stand eine Ju 52 mit dem Luftfahrzeugkennzeichen D-ANAJ für ihren planmäßigen Flug um 15:45 Uhr nach Enns mit Zwischenstopp in Prag auf dem Rollfeld des Flughafens von Berlin-Tempelhof. (Die Linie 17 der Lufthansa – Berlin–Prag–Wien – war nach Angriffen der Roten Armee auf Wien am 6. April auf Enns als Endziel umgestellt worden.) Die Maschine war mit einem Tarnanstrich und mit Hakenkreuzen an den Tragflächen und am Heck kenntlich gemacht. Im Innenraum der Maschine befanden sich anders als bei anderen Zivilmaschinen dieses Typs keine einzelnen Sitzbänke, sondern an den Seiten befindliche durchgehende Sitzbänke aus Zeltbahnen. Während der geplanten Startzeit fand jedoch ein Bombenangriff der United States Army Air Forces auf die damalige Reichshauptstadt Berlin statt. Ebenfalls griffen im genannten Zeitraum Truppen der Roten Armee Berlin erstmals mit Artilleriefeuer an. Daraufhin wurde aus Sicherheitsgründen entschieden, den Start auf 20:00 Uhr Ortszeit zu verschieben.
Beim Start befanden sich drei Besatzungsmitglieder, die am Vortag mit dieser Maschine den Hinflug aus Enns absolviert hatten, und 17 Passagiere an Bord. Laut Zeugenaussage vom später einzigen Überlebenden Kurt Runge als auch von Personen an der späteren Absturzstelle waren die Passagiere sowohl Zivilisten als auch Militärangehörige. Unter den Passagieren sollen sich mindestens zwei Frauen befunden haben. Ein Passagier war möglicherweise der Regisseur Hans Steinhoff, der etwa durch die Propagandafilme Hitlerjunge Quex oder Ohm Krüger Bekanntheit erlangt hatte. Ein später identifizierter Passagier war auch der Schriftsteller Paul Karlson (1910–1945).
Eine Passagierliste oder Gepäck- bzw. Frachtliste des Fluges existiert nicht.

## Der Abschuss

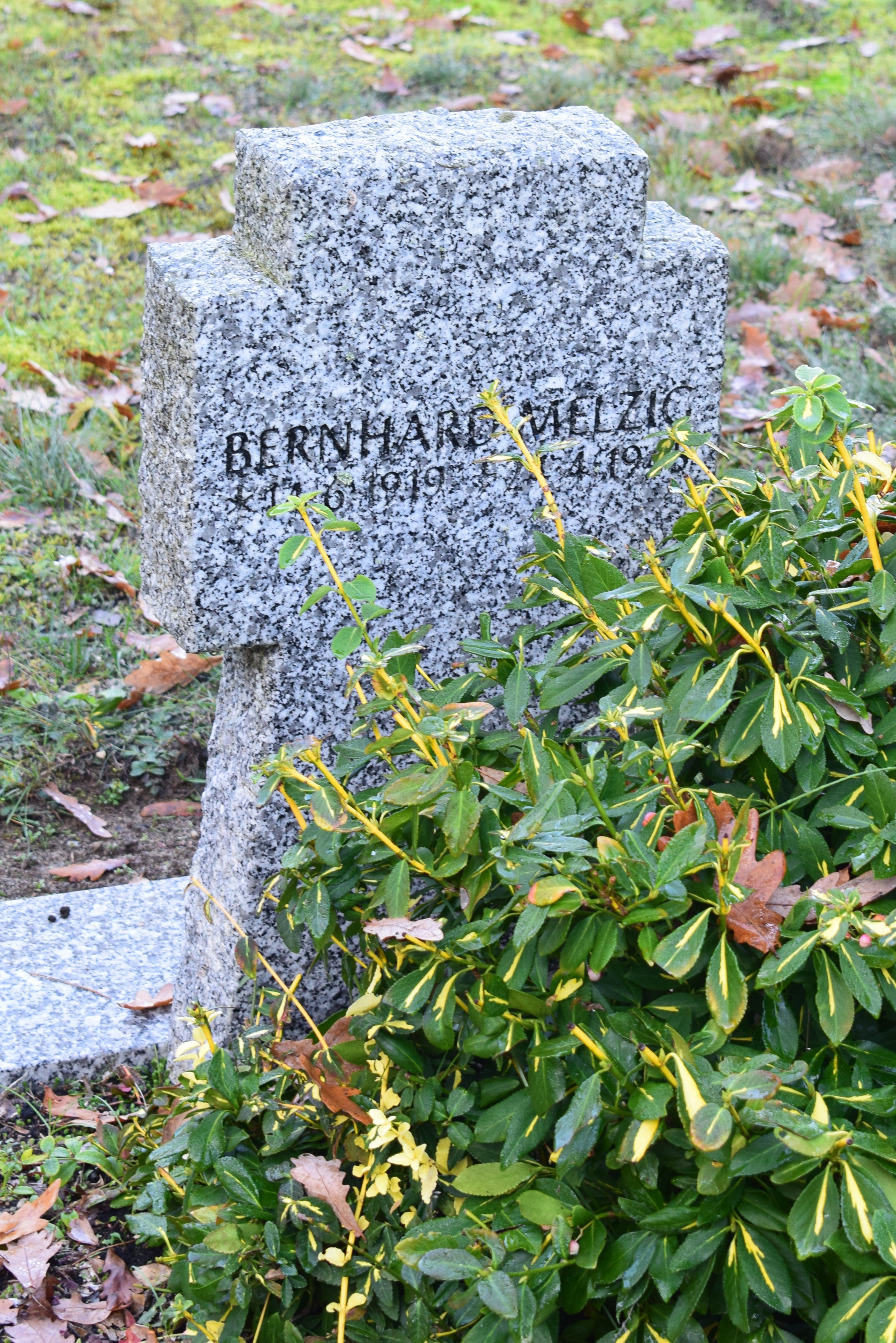
Kriegsgrab Bernhard Melzig

Die Maschine startete um 20:00 Uhr von Berlin-Tempelhof und geriet gegen 20:20 Uhr beim Überqueren der Front südlich Berlins in sowjetisches Flakfeuer. Kurt Runge schrieb in sein Notizbuch:

„Der Beschuss erfolgte zuerst mit Leuchtspurmunition, welche die Maschine rechts und links passierte. Kurz darauf wurde die Maschine dann im Front- und Heckbereich getroffen. Mit ausgeschalteten Motoren versuchten die Piloten eine Notlandung“

Den Aussagen von Bewohnern des Ortes Glienig zufolge flog die Maschine nach diesen Treffern noch ca. 700 Meter weit und stürzte dann zwischen den Orten Glienig und Buckow im steilen Gleitflug in eine Schonung. Runge, der sich im Heckbereich der Maschine befand, konnte sich kurz nach dem Aufprall über das abgerissene Kabinendach aus der abgestürzten Maschine retten. Er hatte sich beim Absturz den linken Arm mehrfach gebrochen. Nach seinen Erinnerungen fing die Maschine unmittelbar nach dem Aufprall durch auslaufendes Flugbenzin Feuer. Während die Maschine bereits brannte, bemerkte Runge einen weiteren verletzten Überlebenden in der Nähe der Absturzstelle, welcher sich von der brennenden Maschine entfernte. Es handelte sich um einen Passagier in Uniform, Bernhard Melzig.
Runge, selbst verletzt, konnte dem Schwerverletzten nicht helfen. Er entschloss sich, in der Umgebung nach Hilfe zu suchen, brach jedoch auf dem Weg zum nächsten Ort bewusstlos zusammen. Am 21. April wurde er dort von einem Förster und einem örtlichen Volkssturmmann gefunden und versorgt. Die Männer waren infolge der Großoffensive der Roten Armee am Morgen des 20. April in die umliegenden Wälder geflüchtet.

## Nach dem Abschuss
Nach der Einnahme der Ortschaften Glienig und Buckow durch die Rote Armee kehrten die Bewohner, die sich in den umliegenden Wäldern versteckt hatten, auf ihre Höfe zurück. Runge stellte sich den sowjetischen Besatzern und wurde von diesen nach Dahme in ein Gefangenenlager für Schwerverwundete gebracht. Ob die Dienststellung von Runge als Konstrukteur bei der ARGUS Flugmotoren Gesellschaft mbH in Berlin-Reinickendorf und seine Funktion als Leiter des Konstruktionsbüros in Prag den Sowjets zu diesem Zeitpunkt bekannt war, darf zumindest angezweifelt werden, denn die ARGUS Motorenwerke waren auch am Bau der V1 beteiligt. Runge ließ sich in Dahme behandeln und wurde, da er Zivilist war, nach einer Woche entlassen. Am 24. Mai 1945 stellte der Bürgermeister der Stadt Dahme für Runge einen Passierschein aus, der es ihm erlaubte, Dahme zu verlassen. Nach drei Tagen Fußmarsch erreichte er Berlin, wo er seine Familie wiedertraf.
Am 24. April 1945 erreichte Melzig schwerverletzt Buckow und wurde dort von sowjetischen Truppen festgesetzt. Aus unbekannten Gründen bat er einen sowjetischen Offizier darum, ihn zu töten. In der Waschküche eines Bauernhofes wurde er daraufhin mit einem Pistolenschuss erschossen und auf dem Friedhof in Buckow beigesetzt.
Bewohner der Ortschaften Glienig und Buckow, denen der Absturz der Ju 52 nicht verborgen geblieben war, suchten in den folgenden Tagen die Unfallstelle auf und plünderten diese. Nach Zeugenaussagen fand man am Unfallsort große Mengen Reichsmark, Diamanten, Uhren und Schmuck. Auch Flugzeugteile wurden im Laufe der Zeit für unterschiedlichste Zwecke vom Unfallort entfernt.
Es fand keine Unfalluntersuchung statt. Die Opfer des Absturzes wurden vor Ort im Wald notdürftig in einem Massengrab bestattet, auf dem nur ein einfaches Holzkreuz mit der Aufschrift „Ruhet“ stand. Ein Jahr später wurden sie exhumiert und auf dem Friedhof in Glienig beigesetzt. Da ihre Namen nicht bekannt waren, gab es keinen Grabstein.
Bei der späteren Währungsreform in der sowjetischen Besatzungszone notierte eine Kassenmitarbeiterin der Sparkasse in Dahme „Heute waren viele Bewohner von Glienig zum Geld tauschen hier und die hatten alle angebranntes Geld“. Dieser Notizzettel befindet sich heute im Heimatmuseum in Dahme.

## Gedenktafel
Im Jahr 1955 besuchte Runge zum ersten Mal wieder die Absturzstelle. Noch immer lagen in der Schonung, die nun „Fliegerschonung“ genannt wurde, Trümmerteile der Ju 52. Den Kontakt zu örtlichen bzw. staatlichen Stellen bezeichnete er später als schwierig.
Nach der politischen Wende in der DDR besuchte Runge im Jahr 1998 abermals den Absturzort und bot dem Bürgermeister der Gemeinde Glienig an, einen Gedenkstein zu spenden. Auf einen Feldstein wurde in der Nähe der Absturzstelle eine Tafel mit folgendem Wortlaut angebracht:
Am 20.4.1945 stürzte hier,

durch Beschuß,

ein Verkehrsflugzeug ab.

Dabei kamen 18 Personen

zu Tode.

Sie wurden auf dem Friedhof

in Glienig bestattet

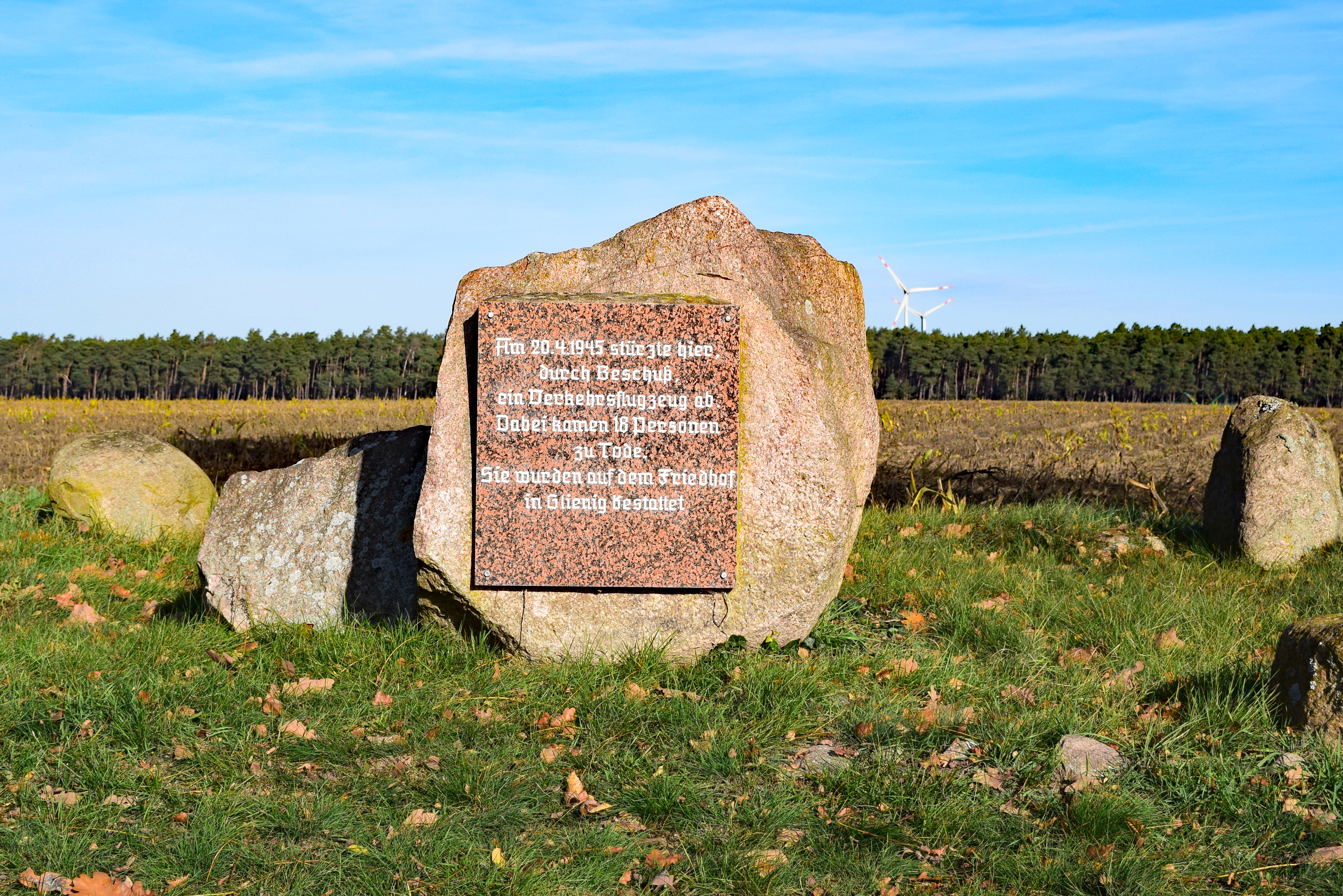
Gedenktafel in der Nähe der Absturzstelle der Ju 52 am 20. April 1945

Zu einem späteren Zeitpunkt wurde auf dem Friedhof von Glienig ein Gedenkstein für die Opfer des Absturzes aufgestellt, wobei offen ist, wer dafür verantwortlich war. Ebenso unklar ist, woher die Namen der Opfer stammten.
Auf diesem Gedenkstein war Folgendes zu lesen:
Hier ruhen die Opfer

des Flugzeugabschusses

vom 20.4.1945

Paul Salzburger

Willy Merninger

Lorenz Herter

Hanns Steinhoff *1882

Karl Cranz *1896

Hans Angerer

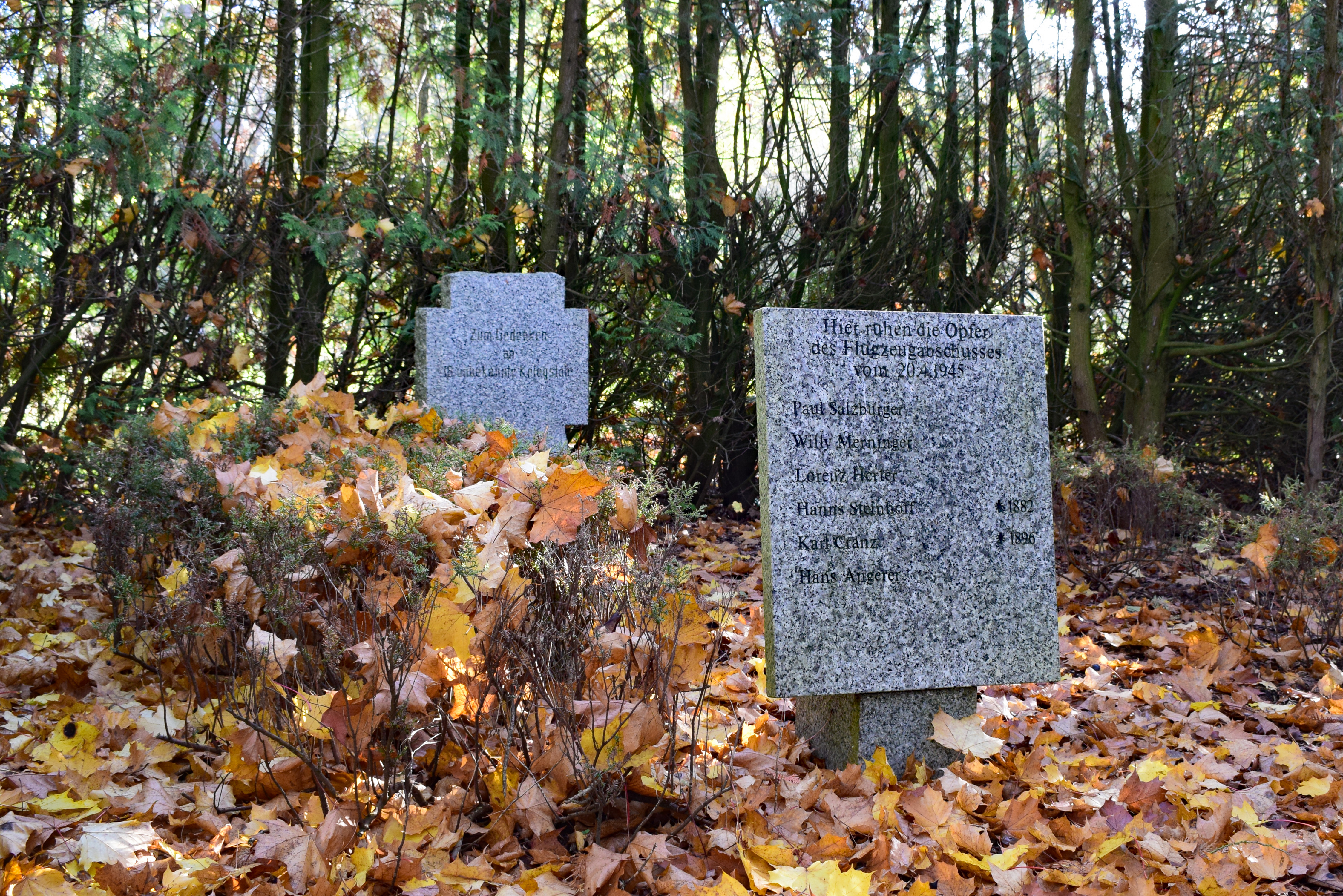
Massengrab der Opfer des Abschusses der Ju 52 vom 20. April 1945

Der Gedenkstein enthielt mehrere Fehler und war nicht vollständig. Der Name des österreichischen Piloten Paul Salzberger, Träger der Frontflugspange in Gold für über 110 Transportflüge (alle oder überwiegend) nach Stalingrad, lautete nicht Salzburger. Der Flugzeugmaschinist Willy Menninger hieß nicht Merninger. Lorenz Herter war der Bordfunker. Hans Steinhoff schrieb seinen Vornamen nicht mit zwei „n“. Steinhoff war ein bekannter Regisseur der NS-Zeit. Karl Cranz starb 1980; der Marinejagdflieger im Ersten Weltkrieg und im Zweiten Weltkrieg SS-Sturmbannführer und Pressesprecher im Reichsministerium für die besetzten Ostgebiete befand sich entsprechend nicht an Bord. Hans Angerer soll der Direktor eines „Hotel Horcher“ gewesen sein, welches es jedoch nicht gab. Es gab in Berlin lediglich ein sogenanntes Prominenten-„Restaurant Horcher“, das aber bereits 1944 nach Madrid verlegt worden war. Nach derzeitigem Wissensstand über bekannte Opfer fehlte auf dem Gedenkstein Dr. phil. Paul Karlson, Physiker und Schriftsteller in der Fachrichtung Luftfahrt.
Inzwischen wurde der Gedenkstein durch eine Tafel ersetzt, auf der die fehlerhafte Inschrift korrigiert wurde.
Am 31. Oktober 2000 teilte die Witwe des Bordfunkers Herter in einer Leserzuschrift an die Bild-Zeitung mit, dass erst durch einen Artikel in der BILD das Schicksal ihres Mannes geklärt worden sei. Ihr Mann galt seit dem Absturz als verschollen. Irrtümlich nannte sie den Maschinisten ebenfalls Merninger. Außerdem schrieb sie, dass der Pilot Salzberger nur in Vertretung für einen Herrn Christiansen an diesem Flug teilnahm.

## War Hans Steinhoff an Bord?
Durch die Recherche zum Dokumentationsfilm „Der letzte Flug – Ein deutsches Geheimnis“ durch die „DOKfilm Fernsehproduktion GmbH“ aus Potsdam gab es durch diese Bestrebungen, die sterblichen Überreste von Hans Steinhoff aufzufinden und identifizieren zu lassen. Laut Gräbergesetz kann eine Graböffnung zum Zwecke der Identifizierung namentlich unbekannter Toter angeordnet werden. Eine solche Anordnung soll aber nur getroffen werden, wenn eine Identifizierung mithilfe des Bundesarchivs nicht durchführbar und eine Identitätsfeststellung mit hoher Wahrscheinlichkeit zu erwarten ist. Da dem Bundesarchiv keinerlei Unterlagen zu diesem Flugzeugabschuss vorliegen und das öffentliche Interesse groß sei, stimmte es dem Anliegen der Produktionsfirma zu. Auch der Landkreis Dahme-Spreewald sah eine Graböffnung als gerechtfertigt an. Das zuständige Brandenburger Innenministerium versagte jedoch die Erlaubnis mit folgenden Begründungen:
- Dass sich unter den Opfern ein Hans Steinhoff befand, ist unzweifelhaft. Es handelt sich demnach nicht um die Identifizierung eines namentlich unbekannten Toten.
- Eine Graböffnung (es handelt sich um ein 23 m² großes Gemeinschaftsgrab) würde zu einer erheblichen Störung der Totenruhe der anderen Opfer führen.
- Eine Identifizierung allein durch die Inaugenscheinnahme wäre nicht möglich. Dazu müssten von allen Opfern DNA-Proben genommen werden, wobei unklar ist, in welchem Zustand die Opfer bei ihrer Bestattung waren und ob Leichenteile zugeordnet werden könnten.[3][4]

In einem Zeugenbericht von J. Kaelber, der 1956 im Stern erschien, gibt es Aussagen darüber, dass bei den Toten Personalpapiere gefunden wurden, die auf Regisseur Hans Steinhoff ausgestellt waren. Außerdem wurde sein Pass, eine goldene Taschenuhr mit seinem eingravierten Namen und 20.000 Reichsmark in Scheinen zu je 50 Reichsmark gefunden. Laut Aussage des Zeugen wurden sämtliche Wertsachen, unter anderem auch Brillantringe, durch einen örtlichen Förster auf Befehl der Besatzer dem Stadtkommandanten von Luckenwalde Kapitän Lermon übergeben.
Einige Fakten in dem noch weiterführenden Zeugenbericht widersprechen allerdings Aussagen anderer Zeugen. So gibt Kaelber an, dass die Maschine Spanien als Ziel hatte. Dorfbewohner an der Absturzstelle geben an, dass die Taschenuhr von einem damaligen Bewohner noch Jahre später getragen wurde. Auch wurden große Mengen angebrannter 50-RM-Scheine im Jahr 1948 umgetauscht.